# Роко Батурина
Роко Батурина (хорв. Roko Baturina, нар. 20 червня 2000, Спліт) — хорватський футболіст, нападник угорського «Ференцвароша». На умовах оренди грає в іспанській Сегунді за «Расінг» (Сантандер).
Виступав, зокрема, за клуб «Динамо» (Загреб), а також юнацьку збірну Хорватії.
Чемпіон Угорщини.

## Клубна кар'єра
Народився 20 червня 2000 року в місті Спліт. Вихованець юнацьких команд футбольних клубів «Хайдук» (Спліт), «Спліт» та «Динамо» (Загреб).
У дорослому футболі дебютував 2016 року виступами за команду «Спліт», у якій провів один сезон, взявши участь в одному матчі чемпіонату.
Своєю грою за цю команду привернув увагу представників тренерського штабу клубу «Динамо» (Загреб), до складу якого приєднався 2017 року. Відіграв за «динамівців» наступні три сезони своєї ігрової кар'єри.
Згодом з 2018 по 2022 рік грав у складі команд «Динамо-2» (Загреб), «Браво», «Ференцварош», «Лех» та «Ференцварош».
До складу клубу «Марибор» приєднався 2022 року.

## Виступи за збірні
2014 року дебютував у складі юнацької збірної Хорватії (U-14), загалом на юнацькому рівні взяв участь у 45 іграх, відзначившись 8 забитими голами.

## Статистика виступів

### Статистика клубних виступів
| Сезон             | Команда              | Чемпіонат         | Чемпіонат | Чемпіонат | Національний кубок | Національний кубок | Національний кубок | Континентальні кубки | Континентальні кубки | Континентальні кубки | Інші змагання | Інші змагання | Інші змагання | Усього | Усього |
| Сезон             | Команда              | Ліга              | Ігор      | Голів     | Ліга               | Ігор               | Голів              | Ліга                 | Ігор                 | Голів                | Ліга          | Ігор          | Голів         | Ігор   | Голів  |
| ----------------- | -------------------- | ----------------- | --------- | --------- | ------------------ | ------------------ | ------------------ | -------------------- | -------------------- | -------------------- | ------------- | ------------- | ------------- | ------ | ------ |
| 2016–17           | «Спліт»              | 1.HNL             | 1         | 0         | КХ                 | 1                  | 0                  | -                    | -                    | -                    | -             | -             | -             | 1      | 0      |
| 2017–18           | «Динамо» (Загреб)    | 1.HNL             | 0         | 0         | КХ                 | 0                  | 0                  | -                    | -                    | -                    | -             | -             | -             | 0      | 0      |
| 2018–19           | «Динамо» (Загреб)    | 1.HNL             | 0         | 0         | КХ                 | 0                  | 0                  | -                    | -                    | -                    | -             | -             | -             | 0      | 0      |
| 2019-лют.2020     | «Динамо» (Загреб)    | 1.HNL             | 1         | 0         | КХ                 | 0                  | 0                  | -                    | -                    | -                    | -             | -             | -             | 1      | 0      |
| 2018–19           | «Динамо» (Загреб) II | 2.HNL             | 8         | 2         | КХ                 | 0                  | 0                  | -                    | -                    | -                    | -             | -             | -             | 8      | 2      |
| 2019-geb.2020     | «Динамо» (Загреб) II | 2.HNL             | 13        | 5         | КХ                 | 0                  | 0                  | -                    | -                    | -                    | -             | -             | -             | 13     | 5      |
| лют.-лип.2020     | «Браво»              | ЧС                | 16        | 8         | КС                 | 0                  | 0                  | -                    | -                    | -                    | -             | -             | -             | 16     | 8      |
| 2020–21           | «Ференцварош»        | ЧУ                | 20        | 4         | КУ                 | 3                  | 6                  | ЛЧ                   | 2                    | 0                    | -             | -             | -             | 25     | 10     |
| 2021-серп.2022    | «Ференцварош»        | ЧУ                | 0         | 0         | КУ                 | 0                  | 0                  | ЛЧ                   | 1                    | 0                    | -             | -             | -             | 1      | 0      |
| серп.2021–22      | «Лех»                | ЧП                | 0         | 0         | КП                 | 3                  | 0                  | -                    | -                    | -                    | -             | -             | -             | 3      | 0      |
| січ.-трав. 2022   | «Ференцварош»        | ЧУ                | 0         | 0         | КУ                 | 0                  | 0                  | ЛЧ                   | 0                    | 0                    | -             | -             | -             | 1      | 0      |
| Усього за кар'єру | Усього за кар'єру    | Усього за кар'єру | 59        | 19        |                    | 7                  | 6                  |                      | 3                    | 0                    |               | -             | -             | 69     | 25     |

## Титули і досягнення

### Командні
- Чемпіон Угорщини (1):

«Ференцварош»: 2020–2021

### Особисті
- Найкращий бомбардир Кубка Угорщини: 2020–2021 (по 5 м'ячів разом Даніелем Прошшером та Георгі Берідзе)